# Теуфик-паша
Мухамед Теуфик-паша (15. новембар 1852 − 7. јануар 1892.) је био египатски кедив од 1879. до 1892. године. 

## Биографија
Припадао је династији Мухамед Али. Био је син Исмаила-паше, односно унук Ибрахим-паше и праунук Мухамед Алија, оснивача династије. Од оца је наследио титулу кедива коју је овај купио од османског султана 1863. године. На власт је дошао након немира услед акција Ахмеда Урабија. Теуфикову владавину обележио је Англо-египатски рат током кога је 1882. године бомбардована Александрија. Истовремено је беснео Урабијев устанак. Рат са Британијом резултирао је правом Енглеза да у Египту држе двојицу конзула који ће штитити енглеске интересе. Значај Египта био је у Суецком каналу, пролазу ка Британској Индији. Године 1884. потписан је са Етиопијом мир у Адви којом су обновљени односи прекинути услед Египатско-етиопског рата. Теуфик је умро у Каиру 7. јануара 1892. године. Наследио га је син Абас II.